# 우분투 터치
우분투 터치(Ubuntu Touch)는 UBports 커뮤니티에서 개발 중인 우분투 운영 체제의 모바일 버전이다. 사용자 인터페이스는 Qt로 작성되었으며 주로 스마트폰, 태블릿 컴퓨터와 같은 터치스크린 모바일 장치용으로 설계되었지만, 융합의 원래 목표는 완전한 통합 사용자 경험을 위해 우분투 터치를 노트북, 데스크탑, IOT 장치 및 TV에 도입하는 것이었다.
이 프로젝트는 캐노니컬에 의해 시작되었지만 마크 셔틀워스는 2017년 4월 5일 시장 관심 부족으로 캐노니컬이 지원을 종료할 것이라고 발표했다. 이후 UBports에서 커뮤니티 프로젝트로 채택했다. UBports 프로젝트는 2015년 마리우스 그립스가드(Marius Gripsgård)에 의해 시드되었으며 소스 코드는 현재 UBports 재단으로 이전되었다. UBports의 임무는 우분투 터치의 공동 개발을 지원하고 광범위한 사용을 촉진하는 것이다.

## 역사
2011년 10월 31일에 캐노니컬의 창립자 마크 셔틀워스가 우분투 14.04 LTS 판에서부터 우분투는 스마트폰, 태블릿 컴퓨터, TV 등의 플랫폼을 지원할 것이라고 밝혔다. 그 후 2013년 1월 2일에 스마트폰용 우분투 OS가 발표되었고, 2013년 2월 21일에 우분투 터치의 구글 넥서스 시리즈용 개발자 버전이 공개되었다.
2014년 2월 19일에 스페인의 BQ와 중국의 Meizu가 우분투 터치가 탑재된 스마트폰을 개발한다고 발표되었다.
2014년 모바일 월드 콩그레스에서는 BQ와 Meizu의 우분투 터치 핸드셋 프로토타입이 공개되었다. 2015년 4월 5일 우분투 공식 블로그를 통해 개발이 취소되었음을 알렸다.

## 하드웨어 요구 사양
|                   | 보급형 우분투 스마트폰 | 고급형 우분투 슈퍼폰        |
| ----------------- | ---------------------- | --------------------------- |
| 프로세서 아키텍처 | 1 GHz Cortex A9        | 쿼드 코어 A9 또는 인텔 아톰 |
| RAM               | 512MiB~1GiB            | 최소 1GiB                   |
| 저장공간          | 4GiB~8GiB eMMC + SD    | 최소 32GiB eMMC + SD        |
| 멀티터치          | 예                     | 예                          |
| 데스크톱 통합     | 아니오                 | 예                          |

|                   | 보급형 우분투 태블릿 | 고급형 우분투 엔터프라이즈 태블릿 |
| ----------------- | -------------------- | --------------------------------- |
| 프로세서 아키텍처 | 듀얼 코어 Cortex A15 | 쿼드 코어 A15 또는 인텔 x86       |
| RAM               | 2GiB 이상            | 4GiB 이상                         |
| 저장공간          | 최소 8GiB            | 최소 8GiB                         |
| 화면 크기         | 7~10인치             | 10~12인치                         |
| 멀티터치          | 동시 4포인트         | 동시 4포인트~10포인트             |
| 데스크톱 통합     | 아니오               | 예                                |

## 같이 보기
- 유비쿼터스 컴퓨팅